# Ultraviolence (песня)
«Ultraviolence» (с англ. — «Ультранасилие») — песня из третьего студийного альбома Ланы Дель Рей Ultraviolence. Является вторым по счёту синглом из альбома, выпущен 4 июня 2014 года на Interscope Records, Polydor Records и Universal Music Group. Авторами стали Лана Дель Рей и Даниэль Хит, продюсером — Ден Ауэрбах.

## История создания
Песня «Ultraviolence» переводится как «Ультранасилие» или «Ультражестокость». Песня написана самой певицей совместно с Даниэлем Хитом. Информация о выходе песни появилась в Твиттере Ланы Дель Рей 25 мая 2014 года. Впервые Лана Дель Рей исполнила песню на концерте 25 мая 2014 года в Ванкувере, также на этом концерте была исполнена демоверсия песни «Shades of Cool» и уже вышедшая песня «West Coast».

## Реакции и критика
Песня «Ultraviolence» получила всеобщее признание от музыкальных критиков. Джош Виглер с телеканала MTV назвал песню «пятьдесят оттенков большого». Крис Коплан из «Следствие Звуков» похвалил песню за её «благодать и изысканность».

## Первое выступление
Первый раз песня была исполнена на концерте 25 мая в Ванкувере.

## Чартография
| Чарт (2014)                                | Высочайшая позиция |
| ------------------------------------------ | ------------------ |
| Бельгия/Фландрия (Ultratip Bubbling Under) | 34                 |
| Бельгия/Валлония (Ultratip Bubbling Under) | 12                 |
| Канада (Billboard Canadian Hot 100)        | 38                 |
| Чехия (Singles Digitál Top 100)            | 59                 |
| Франция (SNEP)                             | 88                 |
| США (Billboard Hot 100)                    | 70                 |

## История релиза
| Страна         | Дата            | Формат                 | Лейбл                |
| -------------- | --------------- | ---------------------- | -------------------- |
| Australia      | 4 июня 2014     | Digital download       | Interscope           |
| Belgium        | 4 июня 2014     | Digital download       | Interscope           |
| Finland        | 4 июня 2014     | Digital download       | Interscope           |
| France         | 4 июня 2014     | Digital download       | Interscope           |
| Luxembourg     | 4 июня 2014     | Digital download       | Interscope           |
| Netherlands    | 4 июня 2014     | Digital download       | Interscope           |
| United States  | 4 июня 2014     | Digital download       | Interscope Universal |
| United Kingdom | 18 августа 2014 | Digital download       | Polydor              |
| Italy          | 3 октября 2014  | Contemporary hit radio | Polydor              |

## Участники записи
| - Лана Дель Рей — вокал, бэк-вокал - Альфреда Маккрэри Ли — бэк-вокал - Энн Маккрэри — бэк-вокал - Реджина Маккрэри — бэк-вокал - Ден Ауэрбах — электрогитара - Коллин Дюпюи — барабан программирования - Сет Кауфман — электрогитара | - Леон Майклс — фортепиано, меллотрон - Ник Мовшон — бас-гитара - Русь Паль — стил-гитара - Кенни Воган — электрогитара - Максимилиан Веиссенфелт — ударные - Ден Ауэрбах — производство, смешивание - Джон Дэвис — освоение - Коллин Дюпюи — инжиниринг, смешивание |